# Stazione di Andria Sud
La stazione di Andria Sud è una stazione ferroviaria di Andria, posta lungo la linea Bari-Barletta. È gestita da Ferrotramviaria e si trova nella zona sud della città. Collega direttamente Andria alla stazione di Bari Centrale e all'Aeroporto di Bari-Palese. Dal 3 aprile 2023 è il capolinea provvisorio della tratta Bari-Barletta.

## Storia
La stazione di Andria Sud venne progettata all'interno del "Grande Progetto" di Ferrotramviaria, elaborato nel 2008. Fu costruita tra il 2015 e il 2017. È stata attivata il 3 aprile 2023. Da allora è il capolinea della linea ferroviaria Bari-Barletta, nell'attesa dell'apertura di Andria Centrale e Andria Nord, con l'interramento della tratta ferroviaria nel centro urbano andriese e del completamento del raddoppio del binario sulla tratta Andria-Barletta.
La tratta interessata dalla stazione, tra Andria e Corato, fu teatro dell'importante incidente ferroviario del 12 luglio 2016.

## Struttura
L'architettura della stazione è stata progettata dallo studio barese Studio Mossa Architettura.
All’ingresso si trovano tornelli elettronici, biglietterie automatiche, servizi igienici e un sottopassaggio che collega i tre binari. Sono inoltre disponibili ascensori.

## Movimento
L'impianto è servito dai treni regionali FR1 e FR2 della rete Ferrovie del Nord Barese, che costituiscono un collegamento suburbano tra Bari e l'hinterland nord Barese della Provincia di Barletta-Andria-Trani e vengono effettuati rispettivamente via Palese Macchie e via Aeroporto.

## Servizi
- Biglietteria automatica
- Servizi igienici
- Parcheggio di scambio

## Interscambi
All'esterno della stazione è presente la fermata delle autolinee urbane, mentre sul retro c'è la fermata per la linea sostitutiva che prosegue fino a Largo Ceruti, per il proseguimento verso Barletta.
- Fermata autobus